# Aphodius balangensis
Aphodius balangensis is een keversoort uit de familie bladsprietkevers (Scarabaeidae). De wetenschappelijke naam van de soort is voor het eerst geldig gepubliceerd in 1958 door Petrovitz.